# Ptenidium fuscicorne
Ptenidium fuscicorne ist ein Käfer aus der Familie der Zwergkäfer (Ptiliidae). 

## Merkmale
Die Käfer erreichen eine Körperlänge von 0,7 bis 0,8 Millimetern und sind damit etwas kleiner als der ähnliche Ptenidium pusillum. Die Deckflügel sind hinten stumpfer abgerundet, zudem undeutlicher punktförmig strukturiert und weniger stark behaart als bei der ähnlichen Art. Die Fühler sind rotbraun und nur so lang, dass sie etwa die Mitte des Körpers erreichen.  

## Vorkommen und Lebensweise
Die Art kommt in Nord- und Mitteleuropa vor. Die nördliche Verbreitung reicht von Irland und Großbritannien über Skandinavien bis etwa zum Polarkreis, den Süden Finnlands und Russland, die südliche Verbreitung umfasst Spanien und Nord- und Mittelitalien, sowie Österreich, Ungarn und Rumänien. Die Tiere sind in Mitteleuropa häufig. Sie besiedeln feuchte Lebensräume wie Sümpfe und leben in Moos oder unter faulendem Pflanzenmaterial. 